# Tobias Colding
Tobias Holck Colding (* in Kopenhagen) ist ein dänischer Mathematiker, der sich vor allem mit Differentialgeometrie und mit Minimalflächen beschäftigt.
Colding promovierte 1992 bei Christopher Brian Croke an der University of Pennsylvania (Alexandrov’s spaces in Riemannian Geometry). 1993/94 war er als Post-Doc am MSRI. Danach war er am Courant Institute of Mathematical Sciences of New York University (bis 2008) und ab 2005 Professor am Massachusetts Institute of Technology (MIT). Zuvor war er schon Gastprofessor am MIT und 2001/02 Gastprofessor an der Princeton University.
Colding befasst sich mit Differentialgeometrie, geometrischer Analysis, partiellen Differentialgleichungen und niedrigdimensionaler Topologie. In einer Reihe von Arbeiten mit William P. Minicozzi II entwickelte er eine Theorie in 3-dimensionale Mannigfaltigkeiten eingebetteter Minimalflächen. Dabei bewiesen sie auch eine Vermutung von Eugenio Calabi und Shing-Tung Yau.
Er war 1991/92 und 1996 Sloan Fellow, ist auswärtiges Mitglied der Königlich Dänischen Akademie der Wissenschaften, seit 2008 Mitglied der American Academy of Arts and Sciences und seit 2006 Ehrenprofessor der Universität Kopenhagen. 2010 erhielt er mit Minicozzi den Oswald-Veblen-Preis für ihre Arbeiten über Minimalflächen. 1998 war er Invited Speaker auf dem Internationalen Mathematikerkongress (ICM) in Berlin (Spaces of Ricci curvature bounds) und 2022 hielt er einen Plenarvortrag auf dem ICM (Geometry of PDEs). Mit Minicozzi befasste er sich auch unter anderem mit Ricci-Flüssen und harmonischen Funktionen auf Mannigfaltigkeiten und mit Jeff Cheeger mit Räumen beschränkter Ricci-Krümmung.
Er ist verwandt mit dem dänischen Physiker Ludwig August Colding, der unabhängig von Julius Robert von Mayer und James Prescott Joule im 19. Jahrhundert die Energieerhaltung postulierte.

## Schriften
- mit William P. Minicozzi II: Minimal Surfaces, Courant Lecture notes in Mathematics 4, New York 1999
- mit William P. Minicozzi II: Disks that are double spiral staircases, Notices of the AMS 50, März 2003, S. 327–339 (online)
- mit William P. Minicozzi II: An excursion into geometric analysis (Memento vom 5. Juni 2010 im Internet Archive) in Alexander Grigor’yan, Shing-Tung Yau (Hrsg.): Surveys in Differential Geometry. Volume IX: Eigenvalues of Laplacians and Other Geometric Operators, International Press, Somerville 2004, S. 83–146 pdf